# Mosteiro de Iviron

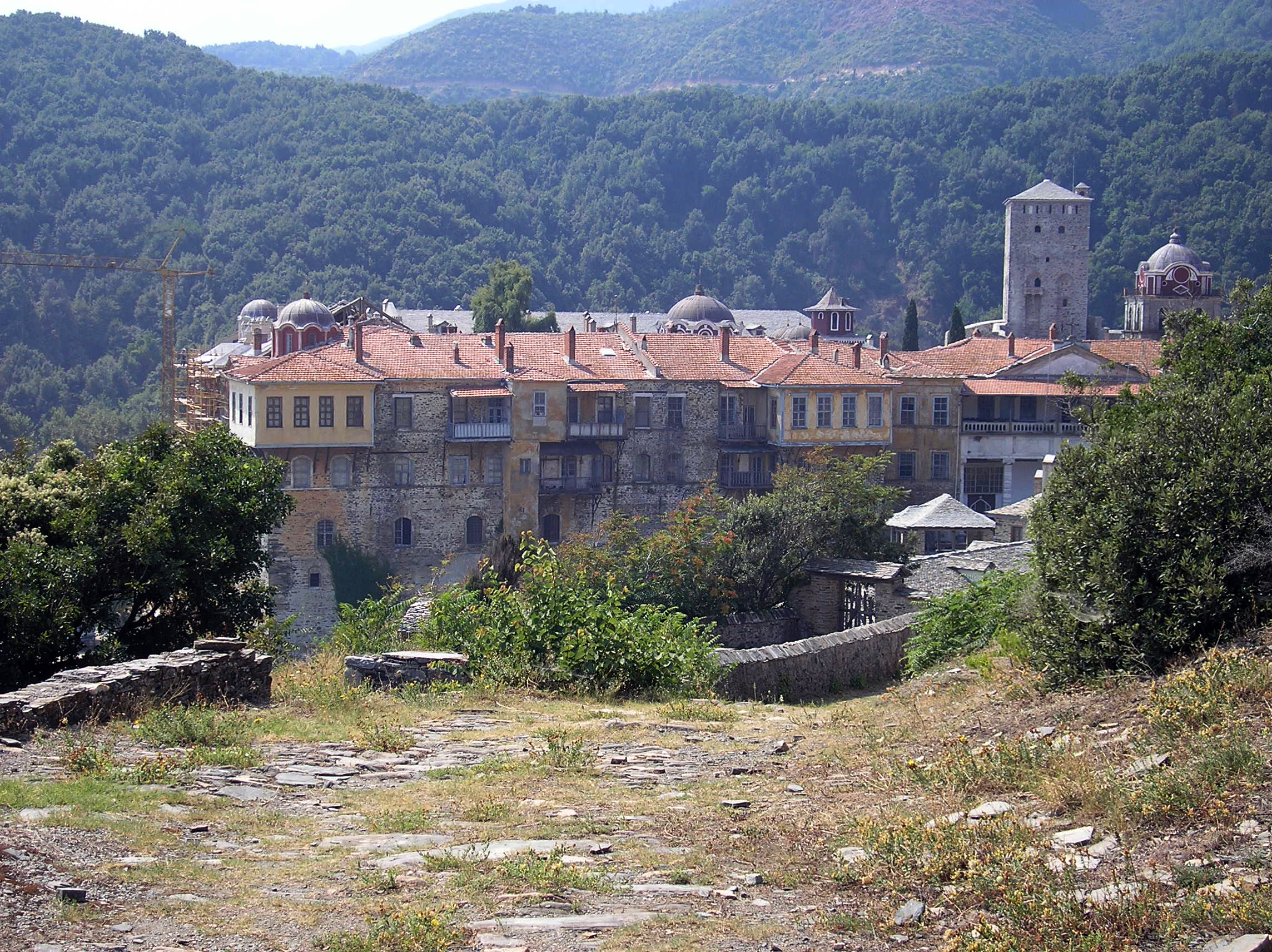

Mosteiro de Iviron (em georgiano: ივერთა მონასტერი, iverta monast'eri; em grego: Μονή Ιβήρων, Monḗ Ivirōn) é um mosteiro cristão ortodoxo localizado no Monte Atos, Grécia. Foi construído sob a supervisão de João, o Ibérico e João Tornício entre 980 e 983.